# Ihara Saikaku
Ihara Saikaku (井原 西鶴 Tỉnh Nguyên Tây Hạc,  1642 – 9 tháng 9 năm 1693) là nhà thơ, tiểu thuyết gia người Nhật Bản, một trong những nhân vật xuất sắc nhất của văn học Nhật Bản thời Edo.